# Giacinto Facchetti
Giacinto Facchetti (n. 18 iulie 1942, d. 4 septembrie 2006, Milano, Italia) a fost un jucător italian de fotbal. Din ianuarie 2004 până la moarte a fost președintele clubului Internazionale Milano, club pentru care a jucat întreaga sa carieră între 1960 și 1978.